# La Serna (Palencia)
La Serna es un municipio de la comarca de Vega-Valdavia en la provincia de Palencia, comunidad autónoma de Castilla y León, España.

## Toponimia
Serna viene del celta senara y se le llama así a cada una de las secciones en las que se divide una tierra de siembra.

## Geografía
- Se encuentra a una distancia de 50 km de Palencia -la capital provincial- y a 10 km de Carrión de los Condes
- Pertenece a la Mancomunidad de la Comarca de Saldaña.
- Tiene un huerto municipal de energía solar capaz de producir 720.000 kW anuales.

## Geografía humana

### Demografía
Cuenta con una población de 93 habitantes (INE 2024).
| Gráfica de evolución demográfica de La Serna entre 1842 y 2021                                                        |
| |
| Población de derecho según los censos de población del INE. Población de hecho según los censos de población del INE. |

| 1900 | 1910 | 1920 | 1930 | 1940 | 1950 | 1960 | 1970 | 1981 | 1991 | 2007 | 2017 |
| 327  | 318  | 312  | 299  | 295  | 342  | 322  | 212  | 140  | 113  | 119  | 97   |

## Monumentos y lugares de interés

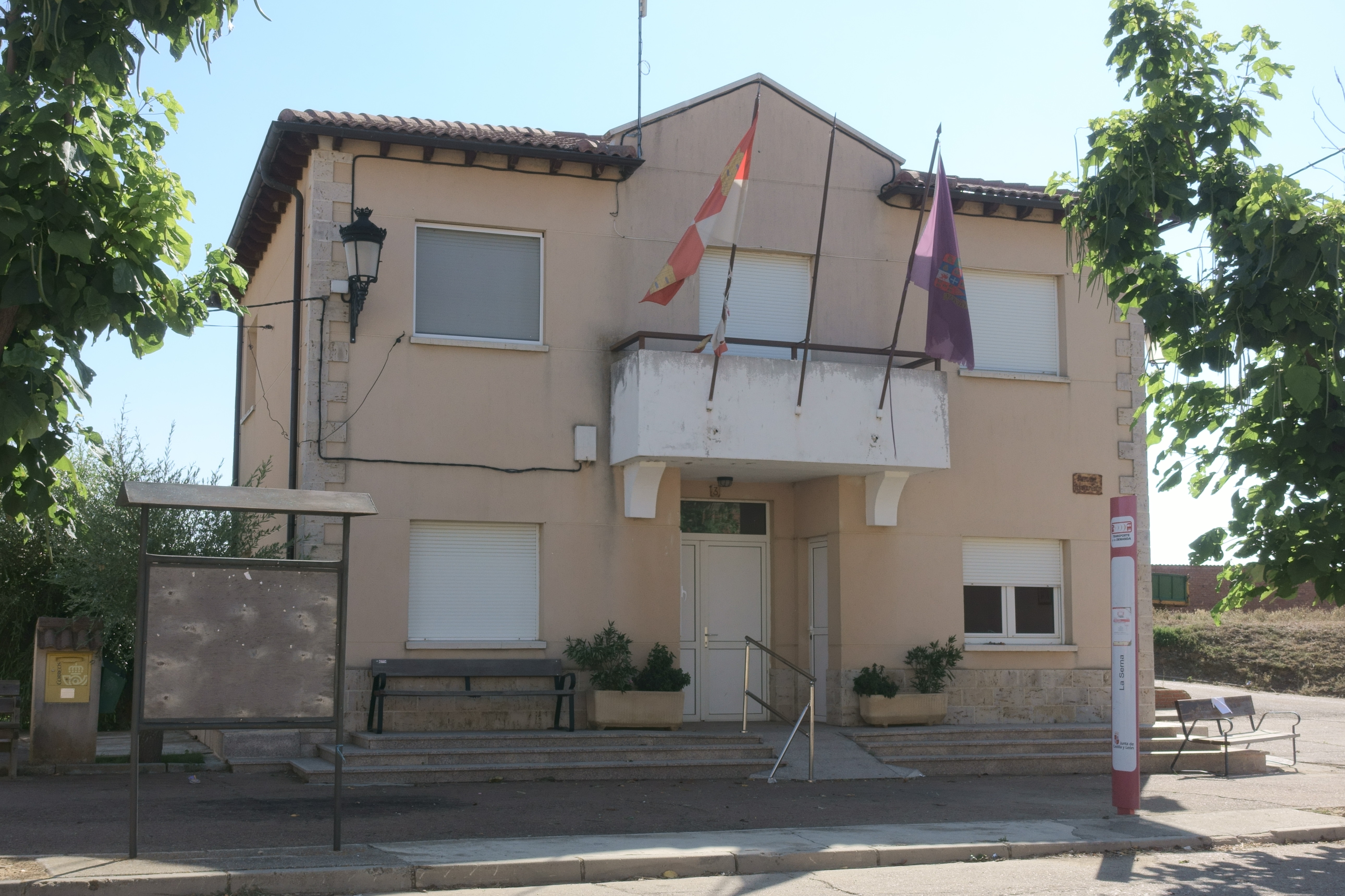
Casa consistorial

- Ruinas del monasterio románico de Nogal de las Huertas, año 1063, el más antiguo de la provincia.
- Paseo por la orilla del río Carrión.

### La Serna Solar
- Es un proyecto conjunto del Ayuntamiento y de los vecinos en el que se ha hecho una inversión para crear un parque de energía solar fotovoltaica.

## Cultura

### Fiestas
Fiestas patronales: 15 de mayo (San Isidro), 16 de agosto (San Roque)

## Vecinos ilustres
- Modesto Vegas Vegas (La Serna (Palencia), 1912-Lliçà d’Amunt, 1936). Beatificado en 2001.

- Sancha López (siglo XII), nodriza de Blanca de Castilla, infanta de Castilla y reina consorte de Francia.[2]